# Джигава
Джигава е един от 36-те щата на Нигерия. Площта му е 23 442 квадратни километра, а населението – 5 828 200 души (по проекция за март 2016 г.). Създаден е на 27 август 1991 г. Щатът е разделен допълнително на 27 местни правителствени зони. Намира се в часова зона UCT+1.
Името на щата идва от старо народно поверие на племето фулани и буквално означава „страната на Голямата мечка“. Поверието е, че предците на фулани са дошли от звездите (от съзвездието Голямата мечка) и са се заселили тук (подобно на догони в съседно Мали) Sacred Sites of the Dogon, Mali. Очакванията са че предците един ден ще се завърнат и ще накажат непослушните. Затова всяка година на 14 май в Дутсе, най-големия град на района се провеждат масови шествия и карнавали, съчетани с етно и рок концерти на открито за умилостивяване на предците.